# JHUD
JHUD é o terceiro álbum de estúdio da artista estadunidense Jennifer Hudson, lançado em 2014.

## O disco
O disco, lançado pela RCA Records, segue "I Remember Me", lançado em 2011. O single de lançamento, lançado em setembro de 2013, é I Can't Describe (The Way I Feel) que tem a participação de T. I. e produzida por Pharrell Williams. É seguido pelo Walk It Out (abril de 2014) e It's Your World (julho de 2014).
Com relação às vendas, o álbum estreou na décima posição na Billboard 200.

## Faixas
| N.º | Título                                       | Compositor(es)                                                                                                   | Produtor(es)         | Duração |  |
| 1.  | "Dangerous"                                  | Daniel Daley Zale Epstein Paul Jefferies James L. Brooks II Vanessa Kalala Stephen Kozmeniuk                     | Nineteen85 Kozmeniuk | 4:15    |  |
| 2.  | "It's Your World" (part. R. Kelly)           | Robert Kelly | DJ Terry Hunter      | 5:18    |  |
| 3.  | "He Ain't Goin' Nowhere" (part. Iggy Azalea) | Pharrell Williams Amethyst Kelly                                                                                 | Williams             | 3:46    |  |
| 4.  | "Walk It Out" (part. Timbaland)              | Jennifer Hudson Timothy Mosley Jerome Harmon Mike Tompkins Lyrica Anderson Jacob Luttrell Chris Godbey Jim Beanz | Timbaland J-Roc      | 4:43    |  |
| 5.  | "I Can't Describe" (part. T.I.)              | Williams Clifford Harris                                                                                         | Williams             | 3:46    |  |
| 6.  | "I Still Love You"                           | Andrea Martin David Taylor Kye Gibbon Matthew Robson-Scott                                                       | Gorgon City          | 3:44    |  |
| 7.  | "Just That Type of Girl"                     | Williams | Williams             | 3:53    |  |
| 8.  | "Bring Back the Music"                       | Kortney Pollard Jerry "Wonda" Duplessis Arden "Keyz" Altino                                                      | Duplessis Mali Music | 3:55    |  |
| 9.  | "Say It"                                     | Pollard Duplessis Altino                                                                                         | Duplessis Mali Music | 3:41    |  |
| 10. | "Moan"                                       | Hudson Pollard                                                                                                   | Mali Music           | 6:53    |  |

| JHUD – versão japonesa (faixa bônus) |                    |                |              |         |  |
| N.º                                  | Título             | Compositor(es) | Produtor(es) | Duração |  |
| 11.                                  | "Never Give It Up" | Williams       | Williams     | 3:37    |  |